# 鉑金體育館
鉑金體育館（俄语：Платинум Арена Хабаровск）是位于俄罗斯东部伯力的室内竞技场。该竞技场于2003年开放，可容纳7,100人。 这里是大陆冰球联賽冰球队伯力老虎的主场，也是亚洲冰球联盟金阿穆尔冰球队的主場。